# Tilly-sur-Seulles
Tilly-sur-Seulles är en kommun i departementet Calvados i regionen Normandie i norra Frankrike. Kommunen ligger i kantonen Tilly-sur-Seulles som ligger i arrondissementet Caen. År 2022 hade Tilly-sur-Seulles 1 813 invånare.

## Befolkningsutveckling
Antalet invånare i kommunen Tilly-sur-Seulles
Referens:INSEE